# Iwaniwka (hromada Czumaky)
Iwaniwka (ukr. Іванівка) – wieś na Ukrainie, w obwodzie dniepropetrowskim, w rejonie dnieprzańskim, w hromadzie Czumaky. W 2001 liczyła 168 mieszkańców.